# Ich habe nun den Grund gefunden

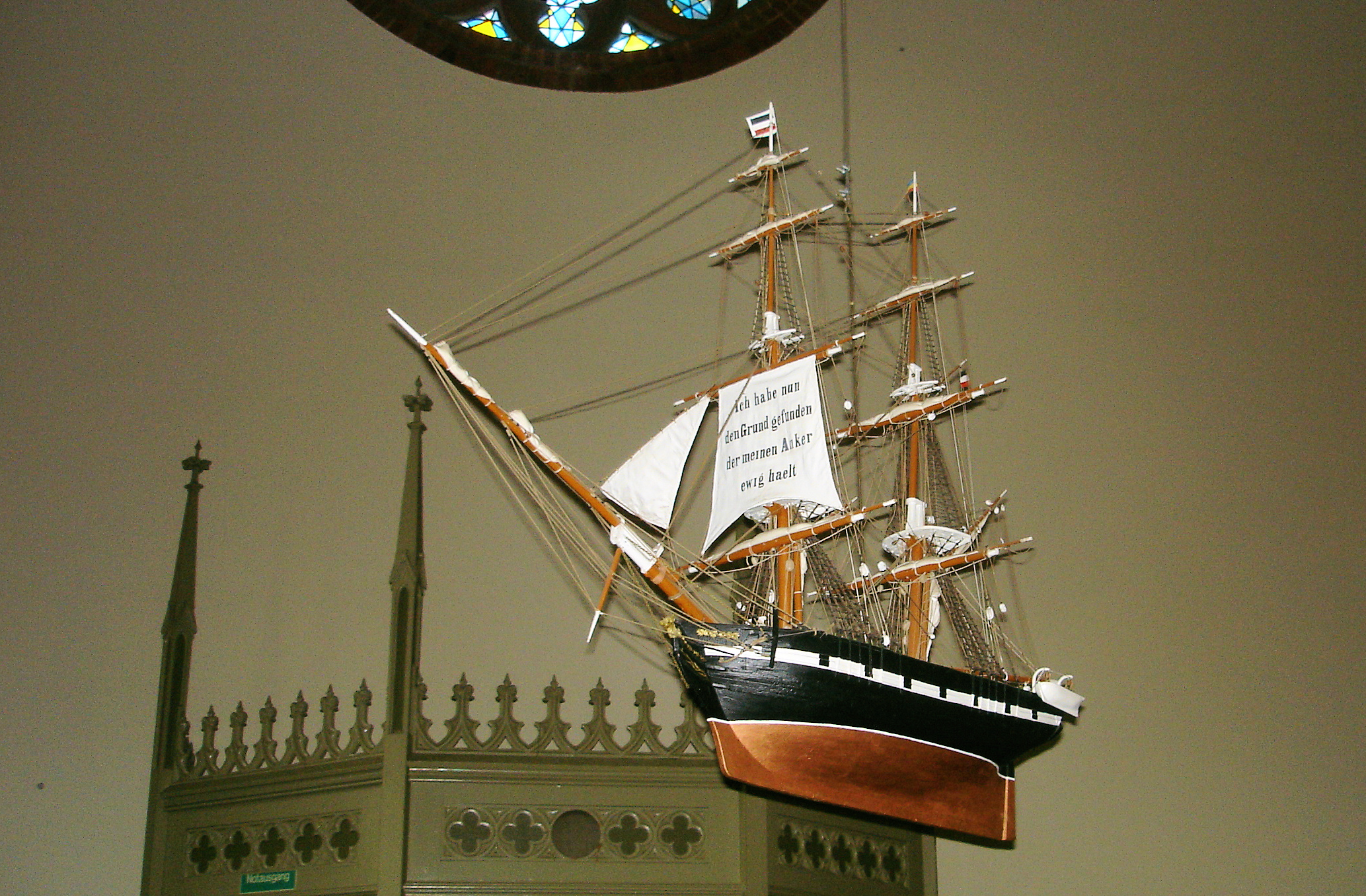
Votivschiff mit dem Anfangssatz des Chorals in der Kirche Warnemünde

Ich habe nun den Grund gefunden ist ein Kirchenlied, dessen Text von Johann Andreas Rothe gedichtet und im Jahre 1725 in Nikolaus Ludwig von Zinzendorfs Sammlung geistlicher und lieblicher Lieder, hier noch ohne Verfasserangabe, sowie 1727 in dessen Christ-Catholischem Singe- und Bet-Büchlein erstmals veröffentlicht wurde. Rothe soll den Text auf Hans Christoph von Schweinitz auf Leube (1645–1722) gedichtet haben, bei dem er bis August 1722 als Hauslehrer angestellt war. Vorbild dürften die Bibeltexte Hebr 6,18–19 , wo als Symbol der christlichen Hoffnung das bekannte Bild des Ankers entwickelt wird, und eine Predigt Johannes Taulers dazu, sowie 1 Kor 3,11 , wo Christus als einzige Grundlage des Glaubens charakterisiert wird, gewesen sein. Unter Lutheranern wurde das Lied zunächst nur zögernd angenommen, da Zinzendorf die Herrnhuter Brüdergemeine führte. Diese Zurückhaltung wich zufriedener Annahme, als bekannt wurde, dass das Lied von Rothe und nicht von Zinzendorf stammte.

## Melodien
Die gebräuchlichste Melodie stammt aus dem Chorbuch des Johann Balthasar König von 1738, dort unter dem Titel „Ach sagt mir nichts von Gold und Schätzen“.

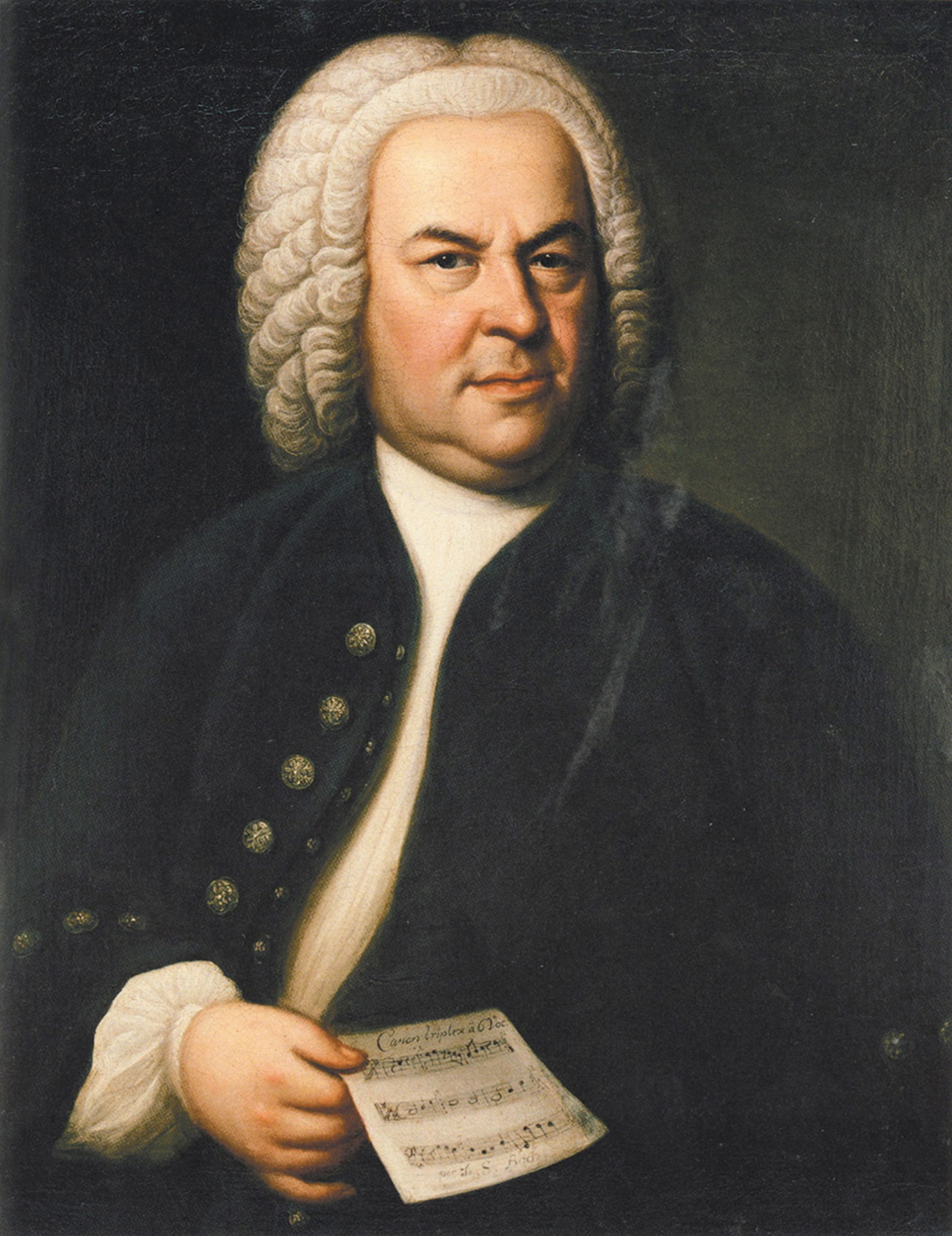
Johann Sebastian Bach im Jahre 1746

Zu dem Lied existieren mehrere vierstimmige Sätze:
Unter anderem schrieb Johann Sebastian Bach über die Melodie den vierstimmigen Choral BWV 321, der erstmals 1769 unter dem Titel „Gottlob, es geht nunmehr zum Ende“ gedruckt wurde. Bachs Melodiefassung weicht von Königs Vorlage in mehrfacher Hinsicht ab, so ist der 4/4-Takt zu einem 3/4-Takt geändert, und auch der melodische Verlauf weist deutliche Abweichungen auf. Im Erstdruck erscheint der Choral ohne unterlegten Text, die Zuweisung des Textes von Christian Weise (1680) ist erschlossen. Rothes Text „Ich habe nun den Grund gefunden“ wurde Bachs Satz erst nachträglich kontrafaziert, vermutlich erst Mitte des 20. Jahrhunderts. Diese Kombination erschien auch in Jesu Name nie verklinget 1 unter der Nummer 221.
Im Buch Feiern & Loben erscheint das Lied mit einem Satz von Enno Popkes.
Eine andere Melodie wurde von Johann Balthasar Reimann in Hirschberg aufgezeichnet und 1747 veröffentlicht, abgedruckt in Reichs-Lieder im Jahre 1909 unter der Nummer 206 und 1931/51 unter der Nummer 231.
Die Melodien, die für „Ich habe nun den Grund gefunden“ verwendet werden, und ihre Verwendungen in Gesangbüchern sind wegen ihrer großen Anzahl im Folgenden tabellarisch zusammengefasst:
| Herkunft                                  | Verwendung in | Ursprünglicher Text |
| ----------------------------------------- | --- | --- |
| Johann Balthasar König, Chorbuch von 1738 | Evangelisches Gesangbuch, Nr. 354 (Noten) Evangelisch-Lutherisches Kirchengesangbuch² der SELK Nr. 570 Gemeindelieder Nr. 336 Ich will dir danken! Nr. 257 Jesus unsere Freude! Nr. 350 Sing mit, Nr. 087 (Noten, Akkorde) Singt zu Gottes Ehre, Nr. 187 (Noten, mehrstimmig, Akkorde) Unser Liederbuch, Nr. 293 | Verweis auf O dass ich tausend Zungen hätte (EG 330; Text: Johann Mentzer 1704); bei Dies ist die Nacht, da mir erschienen (EG 40; Text: Kaspar Friedrich Nachtenhöfer 1684) als alternative Melodie vermerkt |
| Satz: Enno Popkes                         | Feiern & Loben, Nr. 341 | |
| Satz: Johann Sebastian Bach, BWV 321      | Jesu Name nie verklinget 1, Nr. 221 | Gottlob, es geht nunmehr zum Ende |
| Hirschberg, 1747                          | Reichs-Lieder 1909, Nr. 206; 1931/51, Nr. 231 | |
| P. Kurzenwort, 1812                       | Umdichtung „Es ist das ewige Erbarmen“ | O Jesus, Name ohnegleichen |
| Johann Heinrich Egli                      | Umdichtung „Es ist das ewige Erbarmen“ | Anbetung Dir! Sei hoch gepriesen |
| Johann Ludwig Friedrich Hainlin, 1790     | Umdichtung „Es ist das ewige Erbarmen“, Glaubenslieder, Nr. 143; Englische Übersetzung „I now have found for hope of heaven“ | |
| Traditionelle indische Melodie            | Kannada-Übersetzung | |

## Text
| Deutscher Originaltext (mit Abweichungen) | Wesleys englische Übersetzung |
| --- | --- |
| 1. Ich habe nun den Grund gefunden, Der meinen Anker ewig hält. Wo anders als in Jesu Wunden? Da lag er vor der Zeit der Welt, Der Grund, der unbeweglich steht, Wenn Erd' und Himmel untergeht. 2. Es ist das ewige Erbarmen, Das alles Denken übersteigt; Es sind die offnen Liebesarme Des, der sich zu dem Sünder neigt, Dem allemal das Herze bricht, Wir kommen oder kommen nicht. 3. Wir sollen nicht verloren werden, Gott will, uns soll geholfen sein; Deswegen kam der Sohn auf Erden Und nahm hernach den Himmel ein; Deswegen klopft er für und für So stark an unsre Herzenstür. 4. O Abgrund, welcher alle Sünden Durch Christi Tod verschlungen hat! Das heißt die Wunde recht verbinden, Da findet kein Verdammen statt, Weil Christi Blut beständig schreit: Barmherzigkeit! Barmherzigkeit! 5. Darein will ich mich gläubig senken, Dem will ich mich getrost vertraun Und, wenn mich meine Sünden kränken, Nur bald nach Gottes Herzen schaun; Da findet sich zu aller Zeit Unendliche Barmherzigkeit. 6. Wird alles andre weggerissen, Was Seel' und Leib erquicken kann, Darf ich von keinem Troste wissen Und scheine völlig ausgetan, Ist die Errettung noch so weit: Mir bleibet doch(/die) Barmherzigkeit. 7. Beginnt das Irdische zu drücken, Ja häuft sich Kummer und Verdruß, Daß ich mich noch in vielen Stücken Mit eitlen Dingen mühen muß, Darüber sich mein Geist zerstreut, So hoff' ich auf Barmherzigkeit. 8. Muß ich an meinen besten Werken, Darinnen ich gewandelt bin, Viel Unvollkommenheit bemerken, So fällt wohl alles Rühmen hin; Doch ist auch dieser Trost bereit: Ich hoffe auf Barmherzigkeit. 9. Es gehe mir(/nur) nach dessen Willen, Bei dem so viel Erbarmen ist; Er wolle selbst mein Herze stillen, Damit es das nur nicht vergißt; So stehet es in Lieb' und Leid In, durch und auf Barmherzigkeit. 10. Bei diesem Grunde will ich bleiben, Solange mich die Erde trägt; Das will ich denken, tun und treiben, Solange sich ein Glied bewegt. So sing' ich einstens höchst erfreut: O Abgrund der Barmherzigkeit! | 1 Now I have found the ground wherein Sure my soul’s anchor may remain-- The wounds of Jesus, for my sin Before the world’s foundation slain; Whose mercy shall unshaken stay, When heav'n and earth are fled away. 2 Father, Thine everlasting grace Our scanty thought surpasses far, Thy heart still melts with tenderness, Thy arms of love still open are, Returning sinners to receive, That mercy they may taste and live. 3 O Love, Thou bottomless abyss, My sins are swallowed up in thee! Covered is my unrighteousness, Nor spot of guilt remains on me, While Jesus’ blood, through earth and skies Mercy, free, boundless mercy! cries. 4 With faith I plunge me in this sea, Here is my hope, my joy, my rest; Hither, when hell assails, I flee, I look into my Savior’s breast. Away, sad doubt and anxious fear! Mercy is all that’s written there. 5 Though waves and storms go o’er my head, Though strength, and health, and friends be gone, Though joys be withered all and dead, Though every comfort be withdrawn, On this my steadfast soul relies-- Father, Thy mercy never dies! 6 Fixed on this ground will I remain, Though my heart fail and flesh decay; This anchor shall my soul sustain, When earth’s foundations melt away. Mercy’s full pow'r I then shall prove, Loved with an everlasting love. |

Die Strophen 7–9 des deutschen Textes wurden später gestrichen.

## „Es ist das ewige Erbarmen“
Aus den Strophen 2 bis 4 entstand das Lied Es ist das ewige Erbarmen mit einem vierstimmigen Satz von Johann Ludwig Friedrich Hainlin aus dem Jahre 1790 und dem Text:
| 1. Es ist das ewige Erbarmen, das alles Denken übersteigt, dess', der mit offnen Liebesarmen sich nieder zu den Sündern neigt; der uns von Fluch und Tod befreit, \|: uns führt zu Jesu Herrlichkeit. :\| 2. Wir sollten nicht verloren werden, Gott will, uns soll geholfen sein; deswegen kam der Sohn auf Erden und nahm hernach den Himmel ein. So kommet nun vom Gnadenthron \|: der Gnade Fülle durch den Sohn. :\| 3. O Gnade, welche alle Sünden durch Christi Blut jetzt tilgen kann, uns lässt nun allerorts verkünden Vegebung, Frieden jedermann. Das ew'ge Heil ist jetzt bereit, \|: o wunderbare Gnadenzeit! :\| |

Das Lied findet sich in dem Gesangbuch Glaubenslieder unter der Nummer 143 in beiden Ausgaben und kann auch auf die Melodien von O Jesus, Name ohnegleichen oder Anbetung Dir! Sei hoch gepriesen oder die übliche Melodie für Ich habe nun den Grund gefunden von Johann Balthasar König gesungen werden.

## Übersetzungen

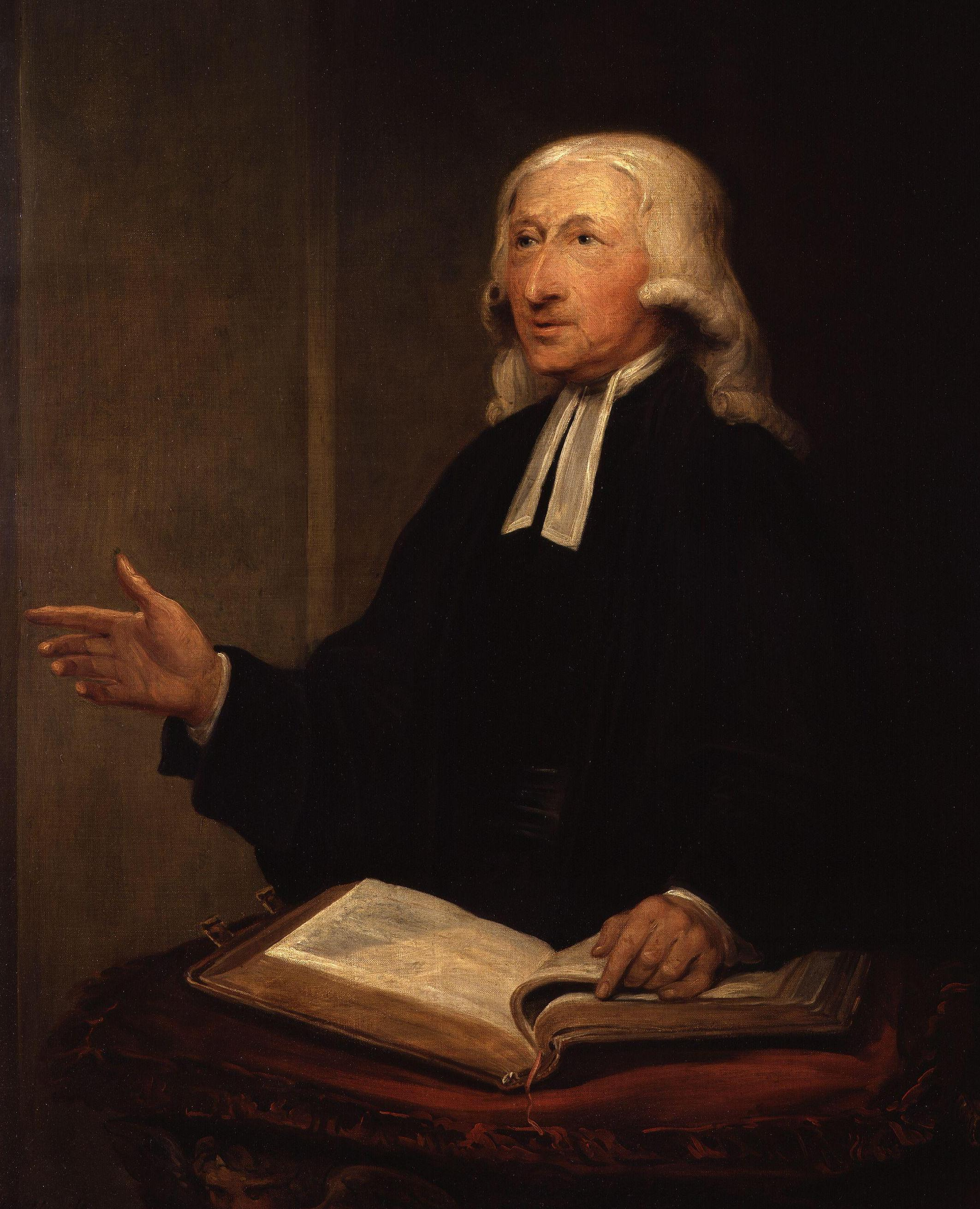
John Wesley (1703–1791)

Das Lied wird unter dem Titel „Jag nu den säkra grunden vunnit“ auch von der Schwedischen Kirche verwendet, basierend auf der Übersetzung von Carl David af Wirsén.
Es existieren mehrere englische Übersetzungen, unter anderem aus dem Jahre 1740 von John Wesley für „Hymns and sacred poems“ mit dem Titel „Now I have found the ground wherein“ und von Henry Mills mit dem Titel „I now have found for hope of heaven“ zur Melodie von „Mir ist Erbarmung widerfahren“ von Johann L. F. Hainlin. Eine weitere englische Übersetzung ist „Now I have found the firm foundation“.
Wesleys englische Version wurde in Kannada weiterübersetzt und mit einer traditionellen indischen Melodie versehen. Dort hat es den Namen „Asareyanu kande“.
Das Lied wurde auch in Inuktitut übersetzt, für die Brüdergemeine in Labrador (Kanada), mit den Anfangsworten „Okpernima kissarviksane“.
Es existieren auch Übersetzungen in Kimaragang, einer austronesischen Sprache, die in Sabah gesprochen wird, mit dem Titel „Noontung tokow no kikiawi“, und in Malaiisch, mit dem Titel „T'lah kutemukan dasar kuat“.